# Эд-Дафра
Эд-Дафра (араб. الظفرة‎, до 2017 года — Эль-Гарбия, Западный регион, араб. الغربية‎) — один из трёх муниципальных регионов эмирата Абу-Даби в Объединённых Арабских Эмиратах (ОАЭ). Административный центр — Мадинат-Зайид. Включает западную часть ОАЭ, к востоку от сабхи (солончака) Матти, в том числе оазис Лива, остров Сир-Бани-Яс. Представителем эмира Заида ибн Султан Аль Нахайян в регионе является его сын Хамдан ибн Заид Аль Нахайян.
Представляет собой пустынный регион с преобладанием белого или красно-жёлтого песка, гальки, мергеля. Пустынный рельеф изредка нарушается известняковыми скалами или невысокими холмами. На юге Эд-Дафра сливается с пустыней Руб-эль-Хали.
В декабре в Мадинат-Зайид проводится ежегодный фестиваль верблюдов «Эд-Дафра». В Мадинат-Зайид базируется футбольный клуб «Эд-Дафра», выступающий в главной лиге ОАЭ.